# Pyrenocollema chlorococcum
Pyrenocollema chlorococcum är en lavart som beskrevs av Aptroot & van den Boom. Pyrenocollema chlorococcum ingår i släktet Pyrenocollema och familjen Xanthopyreniaceae.   Inga underarter finns listade i Catalogue of Life.